# 坂本政一
坂本 政一（さかもと まさいち、1909年1月19日 - 1995年5月2日）は、日本のバンドネオン奏者。タンゴ楽団『坂本政一とオルケスタ・ティピカ・ポルテニア』代表

## 略歴
1909年生まれ。大阪音楽大学卒業。
1939年以前より、バンドネオン奏者として活躍していた。桜井潔楽団のコンサートマスターを務める。
1951年より、『坂本政一楽団』を設立する。1952年『坂本政一とオルケスタ・ティピカ・ポルテニア』と改称する。1966年に、アルゼンチンなど、世界演奏旅行を果たす。日本におけるタンゴの黄金期で、タンゴ楽団代表およびバンドネオン奏者として、早川真平と人気を二分する。レパートリーでは、アルゼンチンの古典タンゴとされる曲や、コンチネンタルタンゴとされる曲の他、日本の民謡のタンゴ風アレンジの『FUJIYAMA TANGO』もある。
1995年5月2日に死去する。86歳だった。

## 坂本政一とオルケスタ・ティピカ・ポルテニア
1951年に結成され、1952年に『坂本政一とオルケスタ・ティピカ・ポルテニア』と改称された。『オルケスタ・ティピカ・ポルテニア』の名称でも通じる。
1951年、ラジオ東京（現TBSラジオ）の開局と同時にスタートした『ポルテニア音楽の時間』にレギュラー出演。この番組は、戦後のタンゴブームの火付け役の役割を果たした。
1960年代、森川倶志がメンバーとなる。同じく1960年代、当時キャバレーやダンスホールでバンドネオンを弾いていた門奈紀生がメンバーに加わる。
1966年11月、アルゼンチン最大のテレビ局『カナル・トレサ』に招かれ、阿保郁夫と共に演奏旅行、2年半の長きにわたってアルゼンチン、ウルグアイ、チリ、ヨーロッパに渡ってスペイン、さらにプエルトリコ、アメリカ合衆国（ニューヨーク、マイアミ、テキサス）、ベネズエラ、メキシコと巡業、かつてない大成功を収めて帰国した。
帰国後、阿保郁夫と共に新楽団ヌエバ・ポルテニアを結成、6年間にわたって意欲的なタンゴ演奏活動を展開した。

## CD
- FUJIYAMA TANGO （ビクターエンタテインメント:1998年）